# Dona Ivone Lara
Dona Ivone Lara, pseudonimo di Yvonne Lara da Costa (Rio de Janeiro, 13 aprile 1921 – Rio de Janeiro, 16 aprile 2018), è stata una cantante e compositrice brasiliana.

## Biografia
Nata a Rio de Janeiro nel 1921, rimase orfana di padre a tre anni e di madre a dodici e venne allevata dagli zii che le fecero imparare a suonare il cavaquinho e ad apprezzare il samba assieme al cugino Fuleiro. Fu alunna di Lucília Villa-Lobos, moglie di Heitor Villa-Lobos.
Si diplomò infermiera specializzata in terapia occupazionale e lavorò come assistente sociale in vari ospedali psichiatrici dello stato di Rio de Janeiro, dove fu collega di Nise da Silveira.
Dopo il matrimonio a 25 anni con Oscar Costa, della Escola de Samba Prazer da Serrinha, passò alla Escola Império Serrano, nel 1947 e ne compose l'inno Nasci para sofrer e Não me perguntes. Il successo arriva nel 1965, quando divenne la prima donna a comporre un inno per una scuola di samba con Os cinco bailes da história do Rio.
Dal 1977, anno della pensione, si dedica interamente alla carriera artistica e ha scritto canzoni per Clara Nunes, Roberto Ribeiro, Maria Bethânia, Caetano Veloso, Gilberto Gil, Paula Toller, Paulinho da Viola, Beth Carvalho, Mariene de Castro, Roberta Sá, Marisa Monte e Dorina.
Nel 2008 ha cantato Mas Quem Disse Que Eu Te Esqueço inserita nel progetto Samba Social Clube.
Nel 2012, fu festeggiata col brano Dona Ivone Lara: O enredo do meu samba dalla Scuola Império Serrano.

## Discografia
- 1970 - Sambão 70
- 1972 - Quem samba fica?
- 1974 - Samba minha verdade, minha raiz
- 1979 - Sorriso de criança
- 1980 - Serra dos meus sonhos dourados
- 1981 - Sorriso negro
- 1982 - Alegria minha gente
- 1985 - Ivone Lara
- 1986 - Arte do encontro (con Jovelina Pérola Negra)
- 1998 -  Bodas de ouro
- 1999 - Um natal de samba (con Délcio Carvalho)
- 2001 - Nasci para sonhar e cantar
- 2004 - Sempre a cantar (con Toque de Prima)
- 2009 - Canto de Rainha (DVD)
- 2010 - Bodas de Coral (con Délcio de Carvalho)
- 2010 - Nas escritas da vida (con Bruno Castro)